# ジェド・カーゼル
ジェド・カーゼル（Jed Danyel Kurzel、1976年 - ）は、オーストラリアのロック・ミュージシャン、作曲家。
南オーストラリア州ゴーラー出身。兄のジャスティン・カーゼルは映画監督。兄・ジャスティンの監督作品の音楽を多く手がけている。

## 主なフィルモグラフィ
- 『スノータウン』 - Snowtown (2011年)
- 『ババドック 暗闇の魔物』 - The Babadook (2014年)
- 『ガンズ&ゴールド』 - Son of a Gun (2014年)
- 『スロウ・ウエスト』 - Slow West (2015年)
- 『マクベス』 - Macbeth (2015年)
- 『ウーナ』 - Una (2016年)[4]
- 『アサシン クリード』 - Assassin's Creed (2016年)[3][5]
- 『エイリアン: コヴェナント』 - Alien: Covenant (2017年)[6]
- 『ジュピターズ・ムーン』 - Jupiter holdja (2017年)
- 『ナイチンゲール』 - The Nightingale (2018年)
- 『オーヴァーロード』 - Overlord (2018年)
- 『ムスタング』 - The Mustang (2019年)[7]
- 『セバーグ』 - Seberg (2019年)[8]
- 『トゥルー・ヒストリー・オブ・ザ・ケリー・ギャング』 - True History of the Kelly Gang (2019年)[9]
- 『ゴッドスレイヤー 神殺しの剣』 - 刺杀小说家 (2021年) ※中国映画
- 『ニトラム/NITRAM』 - Nitram (2021年)
- 『静かなる侵蝕』 - Encounter (2021年)[10]
- 『ヴァチカンのエクソシスト』 - The Pope's Exorcist (2023年)
- 『モンキーマン』 - Monkey Man (2024年)